# Shakespeare – The Animated Tales
Shakespeare – The Animated Tales är en TV-serie på tolv animerade versioner av William Shakespeares pjäser. Serien beställdes av BBC Wales för S4C och producerades av den ryska animationsstudion Soyuzmultfilm. Tecknarstilen skiljer sig mycket mellan de olika berättelserna.
Den första säsongen, från 1992, innehöll En midsommarnattsdröm, Stormen, Macbeth, Romeo och Julia, Hamlet och Trettondagsafton och den andra, visad 1994, innehöll Richard III, Så tuktas en argbigga, Som ni behagar, Julius Caesar, En vintersaga och Othello.
Serien har blivit tvåfaldigt Emmybelönad; avsnittet Hamlet fick två Emmy 1993 i kategorin "Enastående Individuell Presation inom Animering" och 1996 fick avsnittet The Winter's Tale en Emmy i samma kategori.
Serien har bland annat sänts på BBC2 i Storbritannien, HBO i USA och Utbildningsradion i Sverige. Utöver detta har serien utgivits på video.